# Hesperophanes melonii
Hesperophanes melonii es una especie de escarabajo longicornio del género Hesperophanes, tribu Hesperophanini, orden Coleoptera. Fue descrita científicamente por Fancello y Cillo en 2012.
El período de vuelo ocurre durante los meses de junio y julio.

## Descripción
Mide 11,85-20 milímetros de longitud.

## Distribución
Se distribuye por Italia.